# João Calvão da Silva
João Calvão da Silva (ur. 20 lutego 1952, zm. 20 marca 2018) – portugalski prawnik, nauczyciel akademicki i polityk, profesor Uniwersytetu w Coimbrze, parlamentarzysta, w 2015 minister administracji i spraw wewnętrznych.

## Życiorys
W 1975 ukończył prawo na Uniwersytecie w Coimbrze, a w 1986 studia podyplomowe w zakresie nauk prawnych. Doktoryzował się w 1990 z prawa cywilnego. Jako nauczyciel akademicki był związany z macierzystą uczelnią, od 1990 na stanowiskach profesorskich. W 2003 otrzymał pełną profesurę uczelnianą (professor catedrático). Zajął się również doradztwem prawnym, a także pracą w sądownictwie arbitrażowym.
Zaangażował się w działalność polityczną w ramach Partii Socjaldemokratycznej. W latach 1983–1985 był zastępcą sekretarza stanu w urzędzie wicepremiera Carlosa Mota Pinto. Od 1985 do 1992 przewodniczył radzie nadzorczej linii lotniczych TAP Portugal. Wchodził w skład rad dyrektorów przedsiębiorstw sektora bankowego i ubezpieczeniowego.
W latach 1995–1999 sprawował mandat posła do Zgromadzenia Republiki VII kadencji. Od 2005 do 2009 zasiadał w Wysokiej Radzie Sądownictwa (Conselho Superior da Magistratura). Od października do listopada 2015 sprawował urząd ministra administracji i spraw wewnętrznych w rządzie, którym kierował Pedro Passos Coelho.